# Traveller
Traveller és una sèrie de jocs de rol de ciència-ficció, el primer dels quals publicat el 1977 per Game Designers' Workshop i subsegüentment per diverses companyies.
A Traveller, els personatges acostumen a viatjar entre diversos sistemes estel·lars i emprenen activitats com l'exploració, batalles terrestres i espacials i intercanvis interestel·lars. Els personatges d'aquest joc de rol estan menys definits per la necessitat d'incrementar les habilitats i aptituds innates i més pels triomfs, descobriments o riqueses, dispositius, títols i poder polític que obtenen.
Originalment, Traveller havia de ser un sistema per jugar aventures de ciència-ficció space opera genèriques, en el mateix sentit que Dungeons & Dragons era un sistema previst per aventures genèriques de fantasia. Marc Miller, un dels dissenyadors originals de Traveller per Game Designer's Workshop, va dir que la idea de crear el joc li va venir quan va dir "Vull fer Dungeons & Dragons a l'espai." La majoria dels suplements publicats per Traveller estan relacionats amb un escenari per defecte anomenat "Third Imperium" ("Tercer Imperi"), però les regles també cobreixen casos alternatius, de manera que una campanya es pot jugar a l'escenari que l'àrbitre del joc decideixi.